# Мария Селесте
„Мери Селест“ (на английски: Mary Celeste) е злополучна бригантина (вид търговски платноходен кораб) от ХІХ век, първоначално канадска, после американска.
Известна е с това, че през декември 1872 г. е открита в Атлантическия океан без нито един човек на борда и очевидно изоставена, въпреки хубавото време и екипаж, състоящ се предимно от опитни и способни моряци. Корабът е бил намерен в напълно годно за мореплаване състояние и с все още опънати платна, поклащайки се в посока към пролива Гибралтар. Бригантината имала на борда запаси от храна и вода за повече от половин година. Товарът бил недокоснат, а личните принадлежности на пасажерите и екипажа били все още на мястото си, в това число и техните бижута. От екипажа нямало и следа и никой повече не ги видял. Тяхното изчезване често се цитира като една от най-големите морски загадки на всички времена.
Съдбата на екипажа е била много пъти обект на различни хипотези и догадки. Теориите за обяснение на инцидента варират от спиртни изпарения до паранормална активност като извънземни, морско чудовище и Бермудския триъгълник. „Мери Селест“ често се описва като класически случай на кораб-призрак, тъй като е открита изоставена без никакво явно обяснение.

## Предистория
„Мери Селест“ е дълга 31,4 m, има водоизместимост 282 тона. Построена през 1861 г. от Джошуа Дейвис и регистрирана в канадското градче Парсборо (на англ. Parrsboro), Нова Скотия, бригантината е първият от многото големи кораби, построени в селцето 'Остров на Спенсър'.
Нейният първи капитан бил Робърт Маклелън, син на притежателя на кораба. Той обаче се разболял от пневмония само 9 дни след встъпването си в длъжност като починал малко по-късно – с това станал първият от тримата капитани, загинали на борда на „Мери Селест“.
Джон Паркър, неговият следващ капитан се сблъскал с риболовна лодка и трябвало да върне кораба за ремонт. В корабостроителницата на палубата на „Селест“ се разразил пожар и в резултат Паркър бил освободен от поста капитан на кораба. Първото трансатлантическо плаване на бригантината било пагубно за следващия капитан – той бил уволнен, след като се сблъскал с друг кораб в Ламанша, близо до Доувър.
След това трудно начало „Мери Селест“ имала няколко доходоносни и безметежни години под управлението на капитан Флиндърс Кростън. Плавала до Западна Индия (включва щатите Гуджарат, Гоа, Даман, Диу, Нагар Хавели), Централна и Южна Америка, пренасяйки товари. През 1867 г. корабът заседнал по време на буря в залива Глейс, Нова Скотия. След като била издърпана до сушата и товарът бил спасен, бригантината била продадена за $1750 на Ричард Хейнс от Ню Йорк, който ѝ направил ремонт за сумата от $8825. През 1868 г. „Мари Селест“ била прехвърлена в Американския регистър (в началото се е казвала „Амазонка“, но от този момент нататък била преименувана на окончателното „Мери Селест“). Намерението на новите собственици било корабът да се ползва за търговия с пристанищата в Адриатическо море.
Собствеността била разделена на 24 дяла, притежавани от 4 партньори:
- Джеймс Уинчестър (12 дяла);
- капитан Бенджамин Бригс (8 дяла) – капитан на кораба по време на злощастното пътуване;
- Силвестър Гудуин (2 дяла);
- Даниел Сампсън (2 дяла).

## Писмото на Бенджамин Бригс
Докато чакал в Ню Йорк Сити за доставянето на товар от чист спирт, на борда на „Селест“ капитан Бригс написал писмо до майка си в Мерион, Масачузетс, която се грижела за Артър – 7-годишния син на Бригс. Съпругата на Бригс и дъщеря им София, щели да придружават капитана по време на пътуването през океана. Писмото (с малки съкращения), датиращо от 3 ноември 1872 г., разкрива оптимизма на капитан Бригс:
| „ | "Ню Йорк, 3 ноември 1872 Скъпа майко: Мина доста време, откакто ти писах, и искам да ти напиша едно наистина интересно писмо, но трудно намирам какво да кажа, освен че съм добре и останалите също. Отдавна не съм писал нищо друго освен търговски известия. Чувствам се сякаш е изминало много време, откакто напуснах дома, въпреки че са едва малко повече от 2 седмици. През това време умът ми бе изпълнен с търговски грижи и отново се впускам във вихрушката на бизнеса, от която стоях настрана дълго време. Няколко дни работата беше еднообразна, сложна и особено уморителна, но вече свикнах и всичко тече гладко. Имам добър апетит и се надявам, че и косъм няма да падне от главата ми. Чувствам се почти като у дома, тъй като Сара и София са тук, и се радваме на нашата малка квартирка. В четвъртък ни се обадиха Уилис и съпругата му. Взехме София и ходихме да караме колело в Сентръл Парк. София се държа прекрасно и изглежда ѝ хареса не по-малко, отколкото на нас. Мисля, че имаме много добър помощник-капитан и стюард, и се надявам пътуването да бъде приятно. Артър липсва на всички ни и аз вярвам, че трябваше да го вземем, стига да имаше къде да го настаня. София често говори за него и иска да го гледа в албумчето със снимки, което между другото е нейната любима „книжка“. Тя познава твоята снимка и в двете албумчета и я посочва и казва „Баба! Баба!“. Много е умна, излекува се от настинката и има отличен апетит за яхния с хляб и масло. Много се радваме на акордеончето и си пеем някои песнички. Снощи приключихме с товаренето и най-късно във вторник сутринта трябва да отплаваме, ако не потеглим утре вечерта с Божията воля. Корабът ни е в отлична изправност и се надявам плаването да е спокойно, но за съжаление никога преди не съм го управлявал и не знам как ще плава. Бих искал да ни пишеш след около 20 дни и да дадеш писмото на американския консул, който ще се погрижи да го получим в Генуа. Писах на Джеймс да ви даде пари за наема и това-онова. Ако забрави, обади му се и му кажи точно колко ти трябват, за облекла и за каквото ви е необходимо. Моля те, накарай Ебън да поправи кънките и токовете на новите дебели ботуши. Той, освен че помага, може да ти прави и компания да си бъбрите. Много поздрави на Хана. София често говори за леля Хана. Ще ми се да имам нейна снимка, за да може детето да запомни не само името, но и лицето ѝ. Надявам се, че ще бъдем заедно през пролетта. С много обич, Бенджи" | “ |

На 7 ноември 1872 г. под ръководството на капитан Бригс „Мери Селест“ била натоварена с 1701 бъчви търговски алкохол (с цел подсилването на италиански вина) на компанията „Меснер-Акерман“. Товарът бил на стойност $35 000 и бил солидно застрахован в Европа. Малко по-късно „Мери Селест“ отплавала от Статън Айлънд за Генуа, Италия.
С капитана и 7-членния екипаж на кораба пътували още съпругата на Бригс и тяхната 2-годишна дъщеря – или общо 10 души. Бригс бил много опитен моряк. Прекарал по-голямата част от живота си в морето, преди това капитан на поне 5 други кораба и собственик на много други. Екипажът включвал един датчанин и четирима германци, но всички говорели свободно английски, имали образцово поведение в регистрите и били считани за опитни и способни моряци на които може да се има доверие. Помощник-капитанът и готвачът били американци.
Преди да отплават от Ню Йорк, капитан Бригс се срещнал със стария си приятел, Дейвид Морхаус от Нова Скотия, който бил капитан на канадския търговски кораб „Дей Грация“, също бригантина. Бригс, Морхаус и техните съпруги вечеряли заедно вечерта на 4 ноември (на младини Бригс и Морхаус били служили заедно като матроси). По време на разговора се оказало, че двамата ще плават по сходни маршрути – от Атлантическия океан до Средиземноморието през пролива Гибралтар.
Когато „Мери Селест“ отплавала от пристанището на 7 ноември обаче, Морхаус все още чакал неговия товар да пристигне поради което „Дей Грация“ (с 1735 бъчви петрол в трюма си) отплавала чак на 15 ноември или приблизително 8 дни след „Мари Селест“.
На 4 декември 1872 г. на около 400 морски мили (740,8 км) източно от атлантическите Азорски острови членовете на екипажа на „Дей Грация“ забелязали дрейфуващ в развълнуваните води кораб. Капитан Дейвид Морхаус се слисал откривайки, че това е самата „Мери Селест“, която напуснала пристанището 8 дни по-рано след което променил курса на кораба, за да окаже помощ.

## Откриване на „Мари Селест“
През октомври били докладвани няколко единични случая на лошо време, но плаването на „Дей Грация“ през океана било съвсем безметежно. Почти месец след като напуснали пристанището, приблизително в 13:00 ч. кормчията на „Дей Грация“ Джон Джонсън забелязал със своя далекоглед кораб на около 5 морски мили от тях. Приблизителното местоположение било на около 600 мили западно от Португалия. Опитният Джонсън почти мигновено доловил нещо нередно – корабът се носел по течението и платната му били леко разпокъсани. Джонсън сигнализирал на втория помощник-капитан Джон Райт, който погледнал и останал със същото впечатление. Двамата информирали капитана. Приближавайки се видели, че това е „Мери Селест“. Капитан Морхаус се учудил, че „Селест“ все още не била пристигнала в Италия, след като била потеглила доста по-рано. Според разкази на екипажа от „Дей Грация“ те се приближили на около 400 м и в продължение на 2 часа предпазливо наблюдавали. Платната на „Мери Селест“ били издути, но корабът се носел блуждаейки, и без посока. От „Дей Грация“ заключили, че Селест дрейфува (т.е. носи се в морето според вятъра и подводните морски течения). На палубата нямало никой, нямало и никакви сигнали за бедствие.
Оливър Девау, първи помощник-капитан на „Дей Грация“, се качил на борда на „Мери Селест“, за да направи проучване. След като се върнал, съобщил, че корабът е значително наводнен и че на него няма абсолютно никой. Само една помпа била в изправност, а други две били както изглеждало разглобени. Имало много вода на палубата и над един метър вода в трюма. Въпреки това корпусът бил здрав, корабът не потъвал и бил годен за мореплаване.
Всички документи за кораба с изключение на капитанския дневник липсвали. Предният люк и лазаретът били отворени, въпреки че основният люк бил затворен плътно. Корабният часовник не работел, а компасът бил съсипан, секстантът и морският хронометър липсвали. Единствената спасителна лодка на „Мери Селест“ – малка лодка с няколко чифта весла разположена над основния люк, също липсвала. Главният фал (въже, което се ползва за издигане/сваляне на платната) на основното платно липсвал. Някакво въже, което вероятно било главният фал, било намерено завързано за кораба много здраво като другият край на въжето бил протрит и се носел във водата зад кораба.
Особено популярни са историите за непокътната закуска на масата и все още топлия чай в трапезарията, както и за все още топли и димящи лули, но те не са верни, а вероятно са спекулации. По време на разследването Оливър Девау заявил, че не е видял каквито и да е приготовления за храна и че нямало нищо сготвено в кухнята или другаде в кораба (и все пак хранителните запаси били непокътнати и можели да осигурят прехраната на екипажа за шест месеца напред).
Девау се върнал на своя кораб и докладвал видяното. Тогава два други моряка – Чарлз Андерсън и Чарлз Лънд се качили на свой ред на борда на „Селесте“.
Деврау съобщил, че товарът от 1701 бъчви (по около 40 галона всяка, т.е. около 150 литра на бъчва) етанол е в добро състояние. По-късно обаче, след разтоварването им в Генуа се оказало, че 9 бъчви са празни.
Личните принадлежности на екипажа (включително ценности) били непокътнати, което правело версията за пиратско нападение крайно невероятна. Изглеждало сякаш корабът бил зарязан набързо – в условия на суматоха. Нямало никакви следи от борба или насилие.

## Адмиралско разследване
Капитан Морхаус с „Дей Грация“ и неговият първи помощник-капитан с „Мери Селест“ взели курс към Гибралтар, където вторият кораб пристигнал седмица и половина по-късно. Във Вицеадмиралския съд в Гибралтар било образувано следствие, за да се установят обстоятелствата около „Мери Селест“ и за да се определи наградата за хората от „Дей Грация“, които спасили товара.
По време на следствието съдията похвалил екипажа на „Дей Грация“ за проявените кураж и умения. Министърът на правосъдието в Гибралтар Фредерик Соли-Флъд счел за необходимо да се назначи специална комисия за разследване на причините за изоставения в открито море кораб. Разследването продължило три месеца и привлякло вниманието на медиите по света. Според някои източници Соли-Флъд заподозрял екипажа на „Дей Грация“ в престъпление.
„Мери Селест“ била посетена от Джон Остин, корабен инспектор от Гибралтар, заедно с английския инспектор Джон Макейб. Местният гмуркач и морски специалист на име Рикардо Портунато бил изпратен като представител на Вицеадмиралския съд да проучи в детайли външната част на корпуса. Инспекторът Остин открил нещо, което според него било няколко петна кръв в капитанската кабина, „непочистена“ декоративна закривена сабя, нож (без кръв) и дълбока цепка в едно от перилата на парапета, която според него била причинена от тъп предмет или брадва, но той не намерил подобно оръжие на борда. Според гмуркача Портунато резката е направена скоро преди това. Съгласно неговите клетвени показания той, след като обстойно прегледал кораба, не установил каквито и да е било поражения по корпуса, кърмата, кила и кормилото и намерил, че посочените компоненти са в пълна изправност.
Хорацио Спраг, консул на САЩ в Гибралтар, доколкото било възможно да се касае за убийство на американски граждани също поискал разследване. Той настоял кораба незабавно да бъде посетен от неговия представител капитан Шуфелд. Краткото посещение на Шуфелд дало резултати, различни от британското разследване. Според него резките в парапета били обикновени драскотини, които можели да бъдат причинени от всичко, докато „следите от кръв“ изобщо не приличали на кръв, а по-скоро на ръжда. „Кръвта“, видяна на „непочистената“ сабя, била също ръжда, като Шуфелд и Спраг даже провели научни тестове, за да покажат, че това е именно ръжда, а не кръв.
Нямало никакви данни за пиратство или престъпление, за бунт, борба или насилие. В края на краищата екипажът на „Деи Грация“ бил възнаграден за спасяването на товара, но само с 1/6 от 46-те хиляди долара (около $670 хил. в днешни USD), за които били застраховани корабът и товарът, което навежда на мисълта, че властите не са били напълно убедени в невинността му. Търговският алкохол бил пренесен със „Селесте“ до Генуа от Джордж Блачфорд (както бе посочено по-горе – девет бъчви били намерени празни).
Резултатите от комисията по разследването насърчили властите в столицата Вашингтон да инструктират всички консули и офицери по техните пристанища да докладват за всеки, който отговаря на описанието на Бригс или другите членове от екипажа на „Селесте“. Също така били обявени за издирване липсващите предмети (секстантът, хронометърът и 2-те помпи). Никой не открил нищо. Били разпитвани и местни жители от различни пристанища, но никой не знаел нищо.

## По-късна история на кораба
Джеймс Уинчестър вече обмислял да продаде кораба, предвид мистериозните събития, с които вече бил станал известен. Решението му се затвърдило, след като „жертва на кораба“ станал и бащата на Уинчестър, който се удавил при инцидент в Бостън, Масачузетс, докато връщал кораба обратно в Америка. Уинчестър продал „Мери Селест“ на огромна загуба. През следващите 13 години корабът бил препродаван от ръка на ръка 17 пъти, от което в крайна сметка състоянието му значително се влошило.
Паркър, последният капитан и собственик на „Мери Селест“, не успявайки да извлече никакви приходи от кораба, в опит да извърши застрахователна измама корабокруширал умишлено в пясъчна плитчина край остров Гонав (северно-северозападно от гр. Порт о Пренс, Хаити) в Карибско море на 3 януари 1885 г. Планът се провалил, понеже корабът не успял да потъне, след като бил „пуснат“ през Рошелския риф. После Паркър се опитал да го подпали, но дори след пожара корабът не потънал.
Последвалото разследване установило измамата (била натоварена евтина вместо обявената скъпа стока) и Паркър умрял в ареста по неизвестни причини, докато чакал делото си. Обгорялата и разбита „Мери Селест“, била оставена да изгние в морето.

## Теории за случилото се
През изминалите век и половина за обяснение на загадката са предложени много теории.

### Пиратство
Била ли е „Мери Селест“ жертва на пирати, а екипажът – убит и изхвърлен през борда? Мястото, където е намерен изоставения кораб е било в обсега на мюсюлмански пирати и капери.
И все пак това изглежда невероятно. Десетилетия наред във водите около Азорските острови или пролива Гибралтар (където бил намерен корабът) никой не се бил оплаквал от пирати. На борда не е имало следи от борба или кражба с изключение на липсващите алкохол от девет (от над 1700) бъчви и обикновените навигационни уреди (секстант и хронометър).

### Екипажът на„Дей Грация“
Някои писатели изказват предположението, че членовете на екипаж на „Дей Грация“ са убили колегите си и после са изфабрикували историята за призрачния кораб, за да си осигурят наградата за спасяването на товара.
Следи от борба обаче не били намерени, а и ценностите си били на мястото си. Когато го предали на британските власти, корабът бил непокътнат. Освен това капитанът на „Дей Грация“ бил стар приятел с капитан Бригс, което прави убийството на него, жена му и 2-годишната им дъщеря невероятно. Освен това „Мери Селест“ била отплавала повече от една седмица преди „Дей Грация“ и по план не е трябвало да се застигнат.

### Застрахователна измама
Възможно е случаят да се обяснява с опит да се излъжат властите заради наградата. Според тази теория Бригс и Морхаус били конспиратори, като впоследствие Бригс щял да приеме нова самоличност и да потъне в забрава. Обаче наградата изобщо не е била голяма, освен това корабът е принадлежал основно на Джеймс Уинчестър, а не на Бригс. Изфабрикуваната мистерия би означавала огромен риск за скромна печалба.

### Буря
Може би „Мери Селест“ е попаднала в буря. Вероятно водата е започнала да навлиза през борда и екипажът е напуснал кораба със спасителната лодка мислейки, че потъва. Корабът бил намерен с много по-голямо количество вода, отколкото е обичайно, и все пак недостатъчно, за да накара опитен капитан като Бригс да го евакуира. Основното слабо място на тази теория е, че точно в този месец никой не бил докладвал за лошо време, включително бури. Няколко пъти имало само развълнувано море.
Възможно е „Мери Селест“ да е била жертва на специфичен атмосферен феномен, известен като „убийствена вълна“ – вълна, която достига до 20 – 30 метра височина и се образува в дълбокия океан при не особено лошо време.

### Земетресение
Според теорията на капитан Дейвид Уилямс, съвременен мореплавател, който е преживявал земетресение в морето, земетресение разтърсило кораба и деветте бъчви чист алкохол (спирт), които се разсипали в трюма. Освен това няколко въглена от огнището на готварската печка се разпръснали, като част от жаравата се разпиляла към такелажа. Това паникьосало екипажа, който решил да напусне кораба, завързвайки здраво въжето за основната мачта и за спасителната лодка (за да могат да се изтеглят обратно на кораба, в случай че „Селест“ все пак не изгори). Въжето накрая се скъсало, а шансовете на екипажа да оцелее с малката спасителна лодка в средата на Атлантическия океан били незначителни
Сеизмичната активност в района е относително висока, обаче никой не бил забелязал каквито и да е трусове в интервала от време около инцидента – нито местните жители на Азорските острови, нито множеството моряци, кръстосващи океана.

### Цунами или гигантска вълна
Според друга теория след земетресение или свлачище в Канарските или Азорските острови се образувала огромна приливна вълна. Екипажът или бил отнесен от нея извън борда или се евакуирал. Тази теория дава обяснение за многото вода на борда на „Мария Селест“, но отново липсват сведения за каквито и да е било трусове или свлачища в региона.
Възможно е екипажът да е станал жертва на специфичен атмосферен феномен, известен като „убийствена/чудовищна вълна“. В океанографията това е вълна, която е значително по-висока (над 2 пъти) от средното вълнение за деня. Накратко, това не са непременно най-грамадните вълни изобщо, а по-скоро необичайно високи вълни за даден момент. За разлика от цунамито – което се причинява от земетръс, движи се с висока скорост и се надига с приближаване към брега – чудовищната вълна изглежда, че се формира (надига) в дълбоки води при натрупване на редица фактори, например силни ветрове и бързо течение (вероятно се дължи на резонанс). Отново е трудно да се обясни как екипажът е могъл да се чувства по-защитен в малката спасителна лодка, която даже нямала платна.
Тази версия е неприемлива поради факта, че корабът е намерен в непокътнато състояние.

### Торнадо в океана
Според теорията на д-р Джеймс Кимбъл торнадо станало причина за неизправност във важен уред за навигация на кораба. В областта на торнадото атмосферното налягане е ниско, което би могло да „засмуче“ вода в тръбичката, в която моряците пъхат пръчка, за да измерват количеството вода в трюма; това от своя страна би могло да създаде впечатлението за потъващ кораб.

### Опасност от експлозия
Съществува правдоподобна теория, която се базира на бъчвите с алкохол (етилов спирт). Капитан Бригс никога дотогава не бил пренасял толкова опасен товар. Идеята е поставена за първи път от собственика на кораба Джеймс Уинчестър и е най-приетото обяснение за изчезването на екипажа.
От всичко 1701 бъчви алкохол в трюма девет били намерени празни. Точно те били направени от червен дъб, а не както останалите – от бял. Червеният дъб е по-порест и по този начин е по-уязвим към течове. Теча от бъчвите съдържащи алкохол би могъл да причини сгъстено натрупване на изпарения в трюма. Ако не са добре наредени, бъчвите могат да се трият една в друга и триенето между стоманените им обръчи би могло да причини искри. Опасността от експлозия, макар и слаба, би могла да предизвика паника сред екипажа.
Според историка Конрад Байърс обяснението е следното: капитан Бригс заповядал трюма да се отвори, в резултат на което започнали внезапно да излизат спиртни изпарения. Мислейки, че корабът ще експлодира във всеки момент, той наредил всички да се качат на спасителната лодка, но в суматохата не успял да се увери дали лодката плаваща в океана е достатъчно добре завързана към кораба. Междувременно вятърът се усилил, с което отдалечил кораба от спасителната лодка. Хората се удавили или умрели от жажда, глад и/или други фактори, без шанс за оцеляване с лодка в средата на океана.
През 2005 г. германският историк Ейгел Визе предлага тази теория в усъвършенстван вид. По негова идея учените от Университетски колеж Лондон правят груба реконструкция на корабния трюм, за да тестват теорията за алкохолните изпарения. Използвайки бутан като гориво и хартиени кубчета вместо бъчви, трюмът бил запечатан, а изпаренията – запалени. Силата на експлозията била достатъчно силна да разтърси модела, който бил с размерите на ковчег, и да „отвори“ с трясък неговите врати. Етанолът гори при сравнително ниска температура, като може да образува запалими изпарения още при 13°C (55,4°F). Необходима е съвсем малка искра, за да се запалят изпаренията, като например от триенето на метални обекти. Нито едно от хартиените кубчета не било повредено, нямало дори белези от изгаряне (от експлозията). Тази теория може да обясни непокътнатия товар и фрактурата в перилата (ако вратата се е ударила достатъчно силно в тях). Вероятно експлозията е била достатъчно силна, за да накара екипажа да се спусне ужасен в спасителната лодка. Протритото въже, носещо се във водите зад кораба, би могло да послужи като доказателство, че уплашеният екипаж е останал в плаващата в океана спасителна лодка, завързана за кораба, надявайки се, че критичното състояние ще премине.

## Екипаж и пасажери
Данните за екипажа и пасажерите се съхраняват в Националните архиви на Вашингтон.

### Екипаж
| Име                                                        | Пост                   | Националност | Възраст |
| ---------------------------------------------------------- | ---------------------- | ------------ | ------- |
| Бенджамин Спунър Бригс (на англ. Bendjamin Spooner Briggs) | капитан                | американец   | 37      |
| Албърт Г. Ричърдсън                                        | първи помощник-капитан | американец   | 28      |
| Андрю Гилинг                                               | втори помощник-капитан | датчанин     | 25      |
| Едуард Хед                                                 | домакин и готвач       | американец   | 23      |
| Волкерт Лоренсън                                           | матрос                 | германец     | 29      |
| Ейриън Мартънс                                             | матрос                 | германец     | 35      |
| Бой Лоренсън                                               | матрос                 | германец     | 23      |
| Готлиб Гондшал                                             | матрос                 | германец     | 23      |

### Пътници
| Име                 | Бележки                 | Възраст |
| ------------------- | ----------------------- | ------- |
| Сара Елизабет Бригс | съпругата на кап. Бригс | 31      |
| София Матилда Бригс | дъщерята на кап. Бригс  | 2       |